# Bencés kolostor (Somogyvár)
Somogyvár falu északi végén emelkedik Kupavárhegy, amelynek 3 hektárnyi területű fennsíkját három oldalról ma is látható sáncok fogják körül. A középkorban még a Nagyberek széles víztükre övezte Kupavárhegyet.
A néphagyomány szerint Somogyvár lett volna Szent István ellenlábasának, Koppány vezérnek a hatalmi központja.

## A kolostor története

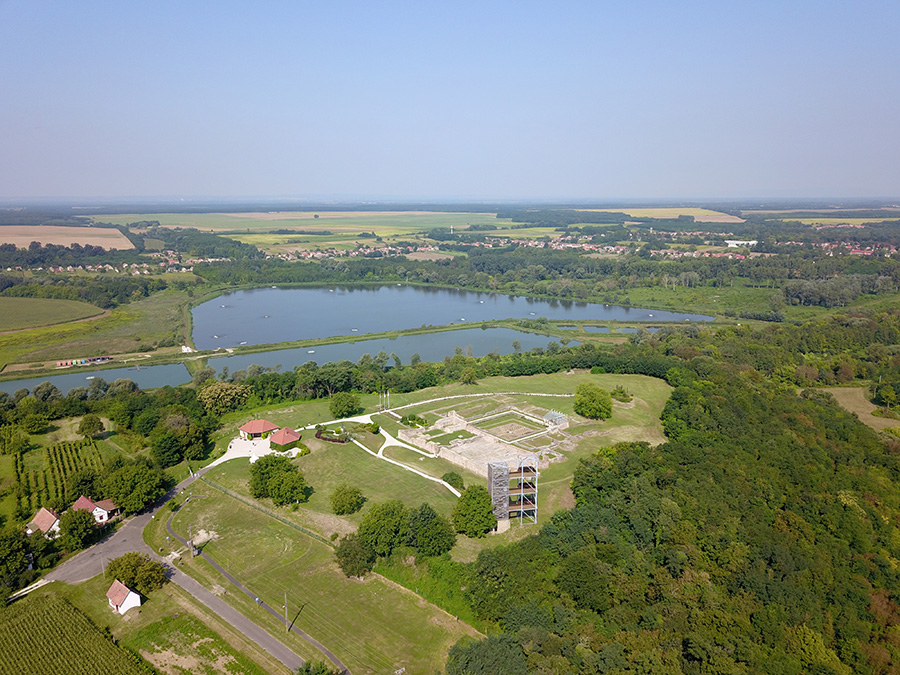
Somogyvár, bencés kolostor légi fotón

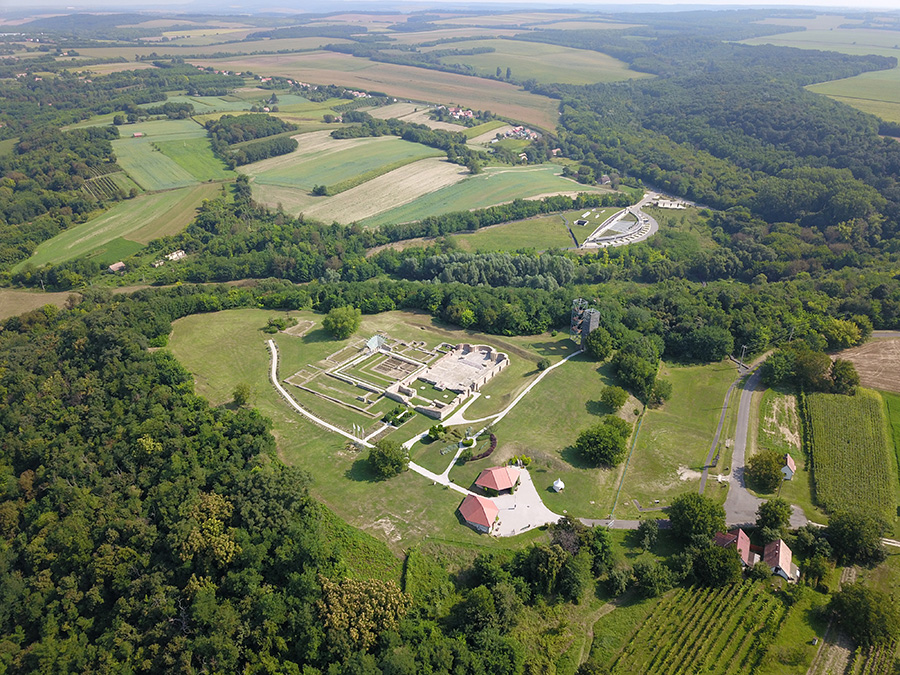
Somogyvár, bencés kolostor légi felvételen

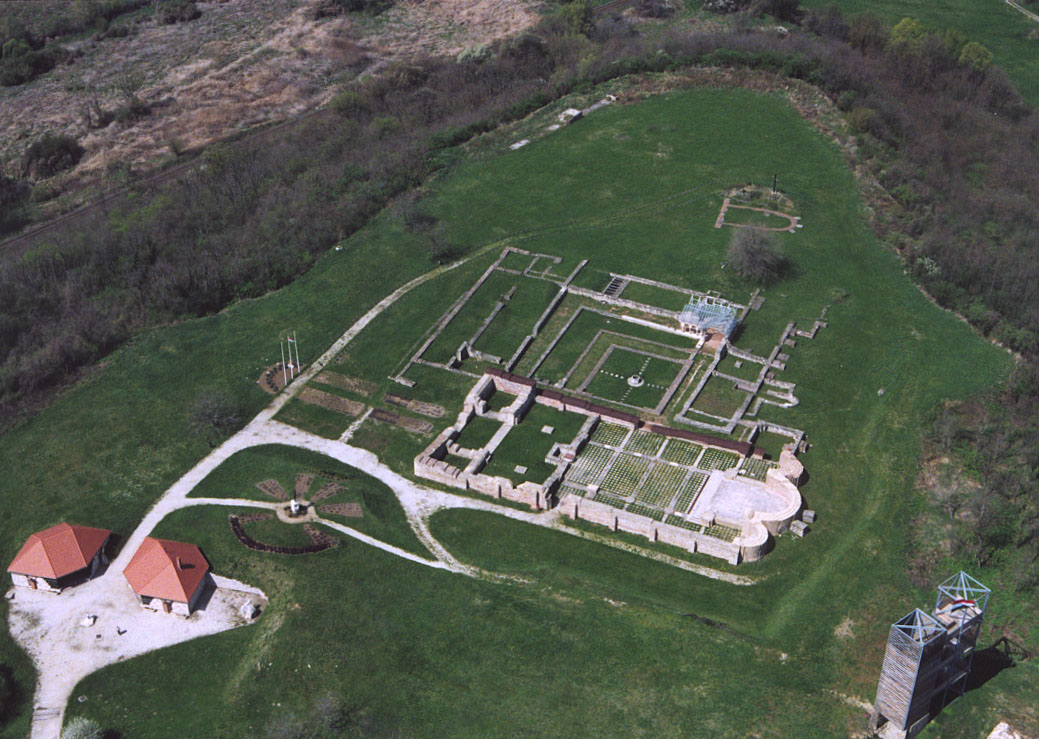
Légi felvétel a romokról

A 11. században készült sáncon belül egy kisméretű templom épült, amelyet temető övezett. Szent László király 1091-ben alapította meg Somogyvárott a Szent Egyed apátságot, amelyet francia földről származó bencés szerzetesekkel népesítettek be. Az alapító 1095. július 29-én bekövetkezett halála után földi maradványai ezen apátságban leltek első nyughelyet. A 13. században az apátság már magyar vezetés alá került. A 15. század a hanyatlás időszaka. 1508-ban már nem volt szerzetesi élet a kolostorban. 1553-ban említik a kolostor utolsó apátját. 1556-ban jutott a várrá alakított kolostor török kézre. 1799-ben még magasan álltak a templom és a kolostor falai, valamint a védőfalak.

## A kolostor feltárása, építészete
Az impozáns somogyvári romok már a 19. század elején felkeltették a kortársak érdeklődését: 1823-ban, majd 1824–28-ban Mátray Gábor, 1885-ben Gerecze Péter folytatott ásatásokat itt. De az igazán nagyarányú (bár mindmáig befejezetlen) ásatások 1972-ben kezdődtek, s több mint egy évtizeden keresztül folytak.
A kolostor két homlokzati tornyú, háromhajós, félköríves szentélyzáródású, bazilikális elrendezésű temploma 57×25,2 méter nagyságú. A kolostor a templomtól északra épült. Díszudvara 24×25 méteres volt. A 14. században a templomot átépítették. Ez volt az apátság második virágkora. Ekkor bővítették a kolostort is. Amikor Luxemburgi Zsigmond király eladományozta a kolostort, megindult a hanyatlás.
Az 1970–80-as években föltárt falak állagmegóvására, kiegészítésére is sor került. 1991-ben nyitották meg a romokat a látogatók előtt.
1983-ban nemzeti történelmi emlékhellyé nyilvánították Somogyvárt. 1989 óta minden évben megrendezi a település az alapító Szent Lászlóhoz kapcsolódó Kupavári Napok rendezvénysorozatot, a június 27-i László naphoz közeli hétvégén. Püspöki misét tartanak, néptáncbemutató, gazdag gyermekprogram, zenés darabok várják az érdeklődőket. Az 1998-as eseményen felavatták Szent László szobrát. Az emlékhely bejárata a falu északi szélén, a 6701-es út mellett található.

## Forrás, szakirodalom
- Gerevich Tibor: Magyarország román kori emlékei. (Die romanische Denkmäler Ungarns.) Egyetemi nyomda. Budapest, 1938
- Rados Jenő: Magyar építészettörténet – Bp. 1961. Műszaki K. – ETO 72(439)091
- Fülep Lajos (szerk.): A magyarországi művészet története (szövegkötet p. 54-55.) – Bp. Corvina K. 1970 – Athenaeum Ny: 69.2137. sz.
- Kolostorút
- Déldunántúl